# 소서원부인
소서원부인 김씨(小西院夫人 金氏, 생몰년 미상)는 고려 초대 왕 태조 왕건의 제20비이다.

## 생애
동주(지금의 황해북도 서흥군) 출신으로, 아버지는 대광 김행파이다. 태조의 제19비 대서원부인은 그녀의 언니이다. 김행파는 활을 잘 쏴서 태조로부터 김씨 성을 하사받은 인물로, 922년(태조 5년)부터 태조의 명으로 서경에 살게 되었다.
어느 날 태조가 서경(지금의 평양)에 행차하였을 때, 김행파는 자신과 함께 사냥하는 무리들과 길에서 태조를 알현하고 태조에게 자신의 집에 오기를 청하였다. 태조가 자신의 집으로 오자, 김행파는 자신의 두 딸에게 각각 하룻밤씩 태조를 모시도록 하였다. 그러나 이후 태조는 김행파의 집을 다시 찾지 않았는데, 이때문에 김행파의 두 딸은 출가하여 비구니가 되었다. 훗날 이 이야기를 들은 태조가 두 자매를 불쌍히 여기고 불러보았는데, 태조는 이들을 보고 "너희가 이미 출가하였으므로, 그 뜻을 빼앗을 수 없다.(爾等旣出家, 志不可奪也.)"라고 하면서, 서경에 명령을 내려 성 안에 대서원(大西院)과 소서원(小西院)의 두 절을 만들게 하고 각각 밭과 노비를 두어 자매를 각각 그곳에서 살게 하였다. 이렇게 하여 대서원에 살던 언니를 대서원부인이라 하고, 소서원에 살던 동생을 소서원부인이라고 한 것이다. 이러한 태조와 김씨 자매의 혼인은, 태조의 혼인 중에는 지방 세력가의 요청에 의한 혼인도 있었음을 말해주는 사례로 보기도 한다.
생몰년이나 능, 자세한 생애에 대한 기록은 없으며, 자녀는 없었다. 호는 소서원부인(小西院夫人)이다.

## 가족 관계
- 아버지: 김행파(金行波, 생몰년 미상)
  - 남편 : 제1대 태조(太祖, 877~943, 재위: 918~943)
  - 언니 : 대서원부인(大西院夫人, 생몰년 미상)